# Márcio Santos
Márcio Roberto dos Santos, noto semplicemente come Márcio Santos (San Paolo, 15 settembre 1969), è un ex calciatore brasiliano, di ruolo difensore, campione del mondo con la nazionale brasiliana nel 1994.
Durante la sua carriera ha giocato in numerosi club brasiliani e europei come Botafogo, San Paolo, Bordeaux, Fiorentina e Ajax. Ha militato a lungo nella nazionale, con la quale ha partecipato da titolare al vittorioso campionato del mondo 1994.

## Biografia
Il 19 aprile 2008 è stato colpito da un ictus e ricoverato in ospedale; dopo cinque giorni è stato dimesso. Vive a Balneário Camboriú, nello Stato di Santa Catarina.

## Caratteristiche tecniche
Forte fisicamente e abile nel gioco aereo, era un difensore centrale avvezzo a trovare la via del gol.

## Carriera

### Club
Iniziò la sua carriera nel Novorizontino, con cui debuttò nel 1987; disputò quattro edizioni del Campionato Paulista (1987-1990) e partecipò alla seconda serie nazionale nel 1989 (gruppo J). Nel 1990 venne acquistato dall'Internacional, giungendo in Série A; esordì giocando 5 incontri nella stagione 1990. Nel torneo successivo fu titolare del club di Porto Alegre, venendo impiegato in 18 partite; segnò anche le prime due reti della sua carriera in Série A, e al termine del campionato gli fu consegnata la Bola de Prata quale miglior difensore centrale del torneo, a fianco di Ricardo Rocha. Nel 1992 passò al Botafogo, disputando l'intera stagione da titolare (22 presenze); le sue prestazioni in patria gli valsero il trasferimento in Europa, al Bordeaux. In Francia rimase per due campionati, entrambi in Division 1; ebbe l'occasione, nella stagione 1993-1994, di scendere in campo anche in Coppa UEFA.
Dopo il Mondiale 1994 venne acquistato dalla Fiorentina per 5,5 miliardi di lire; inoltre, il presidente Vittorio Cecchi Gori gli promise una cena con Sharon Stone (di cui il brasiliano è un grande fan) se fosse arrivato a quota 9 reti (7 secondo lo stesso giocatore). Márcio Santos giocò la Serie A 1994-1995, venendo impiegato da titolare, per un totale di 32 presenze e 2 gol (al Napoli e al Torino), oltre a 2 autogol contro il Bari e il Torino. A fine stagione la Fiorentina arriva al decimo posto; non avendo rispettato appieno le aspettative, venne ceduto all'Ajax, club dei Paesi Bassi. Giunto ad Amsterdam, faticò a trovare spazio, anche per contrasti con l'allenatore Louis van Gaal, che intendeva impiegarlo come laterale destro invece che nel suo abituale ruolo di centrale difensivo. Tuttavia, Márcio Santos riuscì a giocare 4 incontri nella UEFA Champions League 1996-1997, e 21 in Eredivisie.
Nel 1996 subì un'operazione alla caviglia; tornò poi all'Atlético Mineiro, con la cui maglia non giocò in Série A; passato al San Paolo, ancora alle prese con i problemi derivati dall'infortunio alla caviglia e in disaccordo con l'allenatore Paulo César Carpegiani, non riuscì a ritrovare il rendimento degli anni passati. Vinse comunque il campionato statale e il campionato nazionale nel 1998. Dopo un'esperienza al Santos e un breve passaggio al Gama di Brasilia decise di lasciare il Brasile, dapprima per la Cina e poi per la Bolivia; tuttavia, non esordì mai con la maglia del Bolívar di La Paz, e dovette far ritorno in patria, dove si ritirò qualche anno dopo.

### Nazionale
Esordì in nazionale maggiore il 12 settembre 1990 nell'amichevole Brasile-Spagna (3-0). Venne convocato per la Coppa América 1991, e giocò da titolare tutta la fase finale della competizione, segnando anche un gol contro l'Ecuador (15 luglio). Nel 1992 fu selezionato per prendere parte al Torneo Pre-Olimpico CONMEBOL 1992, durante il quale giocò 3 gare. Nel 1993 giocò alcune amichevoli, segnando contro Inghilterra (13 giugno) e Messico (8 agosto).
Benché non fosse stato inizialmente incluso nella lista dei convocati, una serie di infortuni occorsi ad altri giocatori fece sì che venisse selezionato per il campionato del mondo 1994. Durante il Mondiale giocò al fianco di Aldair, compagno che conosceva poco e con cui non aveva disputato molte gare. Márcio Santos fu titolare per tutta la competizione, in cui segnò un gol, al 65' di Brasile-Camerun (3-0), e fallì il proprio tentativo dal dischetto durante i tiri di rigore della finale che vide il Brasile sconfiggere l'Italia. Al termine della competizione fu inserito nella squadra ideale del torneo.
La sua ultima partita in nazionale risale al 30 maggio 1997, Brasile-Norvegia (2-4).

## Statistiche

### Cronologia presenze e reti in nazionale
| Cronologia completa delle presenze e delle reti in nazionale ― Brasile | Cronologia completa delle presenze e delle reti in nazionale ― Brasile | Cronologia completa delle presenze e delle reti in nazionale ― Brasile | Cronologia completa delle presenze e delle reti in nazionale ― Brasile | Cronologia completa delle presenze e delle reti in nazionale ― Brasile | Cronologia completa delle presenze e delle reti in nazionale ― Brasile | Cronologia completa delle presenze e delle reti in nazionale ― Brasile | Cronologia completa delle presenze e delle reti in nazionale ― Brasile |
| Data                                                                   | Città                                                                  | In casa                                                                | Risultato                                                              | Ospiti                                                                 | Competizione                                                           | Reti                                                                   | Note                                                                   |
| ---------------------------------------------------------------------- | ---------------------------------------------------------------------- | ---------------------------------------------------------------------- | ---------------------------------------------------------------------- | ---------------------------------------------------------------------- | ---------------------------------------------------------------------- | ---------------------------------------------------------------------- | ---------------------------------------------------------------------- |
| 12-9-1990                                                              | Gijón                                                                  | Spagna                                                                 | 3 – 0                                                                  | Brasile                                                                | Amichevole                                                             | -                                                                      |                                                                        |
| 12-12-1990                                                             | Los Angeles                                                            | Messico                                                                | 0 – 0                                                                  | Brasile                                                                | Amichevole                                                             | -                                                                      | 46’                                                                    |
| 17-4-1991                                                              | Londrina                                                               | Brasile                                                                | 1 – 0                                                                  | Romania B                                                              | Amichevole                                                             | -                                                                      |                                                                        |
| 28-5-1991                                                              | Uberlândia                                                             | Brasile                                                                | 3 – 0                                                                  | Bulgaria                                                               | Amichevole                                                             | -                                                                      | 76’                                                                    |
| 15-7-1991                                                              | Viña del Mar                                                           | Brasile                                                                | 3 – 1                                                                  | Ecuador                                                                | Coppa America 1991 - 1º turno                                          | 1                                                                      |                                                                        |
| 17-7-1991                                                              | Santiago del Cile                                                      | Argentina                                                              | 3 – 2                                                                  | Brasile                                                                | Coppa America 1991 - Girone finale                                     | -                                                                      |                                                                        |
| 19-7-1991                                                              | Santiago del Cile                                                      | Brasile                                                                | 2 – 0                                                                  | Colombia                                                               | Coppa America 1991 - Girone finale                                     | -                                                                      |                                                                        |
| 21-7-1991                                                              | Santiago del Cile                                                      | Brasile                                                                | 2 – 0                                                                  | Cile                                                                   | Coppa America 1991 - Girone finale                                     | -                                                                      | 64’                                                                    |
| 11-9-1991                                                              | Cardiff                                                                | Galles                                                                 | 1 – 0                                                                  | Brasile                                                                | Amichevole                                                             | -                                                                      |                                                                        |
| 30-10-1991                                                             | Varginha                                                               | Brasile                                                                | 3 – 1                                                                  | Jugoslavia                                                             | Amichevole                                                             | -                                                                      |                                                                        |
| 15-4-1992                                                              | Cuiabá                                                                 | Brasile                                                                | 3 – 1                                                                  | Finlandia                                                              | Amichevole                                                             | -                                                                      |                                                                        |
| 30-4-1992                                                              | Montevideo                                                             | Uruguay                                                                | 1 – 0                                                                  | Brasile                                                                | Amichevole                                                             | -                                                                      |                                                                        |
| 6-6-1993                                                               | New Haven                                                              | Stati Uniti                                                            | 0 – 2                                                                  | Brasile                                                                | U.S. Cup 1993                                                          | -                                                                      |                                                                        |
| 10-6-1993                                                              | Washington                                                             | Brasile                                                                | 3 – 3                                                                  | Germania                                                               | U.S. Cup 1993                                                          | -                                                                      |                                                                        |
| 13-6-1993                                                              | Washington                                                             | Inghilterra                                                            | 1 – 1                                                                  | Brasile                                                                | U.S. Cup 1993                                                          | 1                                                                      |                                                                        |
| 14-7-1993                                                              | Rio de Janeiro                                                         | Brasile                                                                | 2 – 0                                                                  | Paraguay                                                               | Amichevole                                                             | -                                                                      | Ammonizione                                                            |
| 18-7-1993                                                              | Guayaquil                                                              | Ecuador                                                                | 0 – 0                                                                  | Brasile                                                                | Qual. Mondiali 1994                                                    | -                                                                      |                                                                        |
| 25-7-1993                                                              | La Paz                                                                 | Bolivia                                                                | 2 – 0                                                                  | Brasile                                                                | Qual. Mondiali 1994                                                    | -                                                                      |                                                                        |
| 1-8-1993                                                               | San Cristóbal                                                          | Venezuela                                                              | 1 – 5                                                                  | Brasile                                                                | Qual. Mondiali 1994                                                    | -                                                                      |                                                                        |
| 8-8-1993                                                               | Maceió                                                                 | Brasile                                                                | 1 – 1                                                                  | Messico                                                                | Amichevole                                                             | 1                                                                      |                                                                        |
| 15-8-1993                                                              | Montevideo                                                             | Uruguay                                                                | 1 – 1                                                                  | Brasile                                                                | Qual. Mondiali 1994                                                    | -                                                                      |                                                                        |
| 22-8-1993                                                              | San Paolo                                                              | Brasile                                                                | 2 – 0                                                                  | Ecuador                                                                | Qual. Mondiali 1994                                                    | -                                                                      | 67’                                                                    |
| 17-11-1993                                                             | Colonia                                                                | Germania                                                               | 2 – 1                                                                  | Brasile                                                                | Amichevole                                                             | -                                                                      | 46’                                                                    |
| 3-5-1994                                                               | Florianópolis                                                          | Brasile                                                                | 3 – 0                                                                  | Islanda                                                                | Amichevole                                                             | -                                                                      |                                                                        |
| 5-6-1994                                                               | Edmonton                                                               | Canada                                                                 | 1 – 1                                                                  | Brasile                                                                | Amichevole                                                             | -                                                                      | 46’                                                                    |
| 8-6-1994                                                               | San Diego                                                              | Brasile                                                                | 8 – 2                                                                  | Honduras                                                               | Amichevole                                                             | -                                                                      | 66’                                                                    |
| 12-6-1994                                                              | Fresno                                                                 | Brasile                                                                | 4 – 0                                                                  | El Salvador                                                            | Amichevole                                                             | -                                                                      | 61’                                                                    |
| 20-6-1994                                                              | Palo Alto                                                              | Brasile                                                                | 2 – 0                                                                  | Russia                                                                 | Mondiali 1994 - 1º turno                                               | -                                                                      |                                                                        |
| 24-6-1994                                                              | Palo Alto                                                              | Brasile                                                                | 3 – 0                                                                  | Camerun                                                                | Mondiali 1994 - 1º turno                                               | 1                                                                      |                                                                        |
| 28-6-1994                                                              | Detroit                                                                | Brasile                                                                | 1 – 1                                                                  | Svezia                                                                 | Mondiali 1994 - 1º turno                                               | -                                                                      |                                                                        |
| 4-7-1994                                                               | Palo Alto                                                              | Brasile                                                                | 1 – 0                                                                  | Stati Uniti                                                            | Mondiali 1994 - Ottavi di finale                                       | -                                                                      |                                                                        |
| 9-7-1994                                                               | Dallas                                                                 | Paesi Bassi                                                            | 2 – 3                                                                  | Brasile                                                                | Mondiali 1994 - Quarti di finale                                       | -                                                                      |                                                                        |
| 13-7-1994                                                              | Pasadena                                                               | Svezia                                                                 | 0 – 1                                                                  | Brasile                                                                | Mondiali 1994 - Semifinale                                             | -                                                                      |                                                                        |
| 17-7-1994                                                              | Pasadena                                                               | Brasile                                                                | 0 – 0 dts (3 – 2 dtr)                                                  | Italia                                                                 | Mondiali 1994 - Finale                                                 | -                                                                      | [ 12 ]                                                                 |
| 23-12-1994                                                             | Porto Alegre                                                           | Brasile                                                                | 2 – 0                                                                  | Jugoslavia                                                             | Amichevole                                                             | -                                                                      | Ammonizione                                                            |
| 22-2-1995                                                              | Fortaleza                                                              | Brasile                                                                | 5 – 0                                                                  | Slovacchia                                                             | Amichevole                                                             | 1                                                                      |                                                                        |
| 6-6-1995                                                               | Liverpool                                                              | Brasile                                                                | 3 – 0                                                                  | Giappone                                                               | Amichevole                                                             | -                                                                      |                                                                        |
| 11-6-1995                                                              | Londra                                                                 | Inghilterra                                                            | 1 – 3                                                                  | Brasile                                                                | Amichevole                                                             | -                                                                      |                                                                        |
| 11-10-1995                                                             | Salvador                                                               | Brasile                                                                | 2 – 0                                                                  | Uruguay                                                                | Amichevole                                                             | -                                                                      | 47’                                                                    |
| 30-4-1997                                                              | Miami                                                                  | Brasile                                                                | 4 – 0                                                                  | Messico                                                                | Amichevole                                                             | -                                                                      | 70’                                                                    |
| 30-5-1997                                                              | Oslo                                                                   | Norvegia                                                               | 4 – 2                                                                  | Brasile                                                                | Amichevole                                                             | -                                                                      |                                                                        |
| Totale                                                                 |                                                                        | Presenze                                                               | 41                                                                     |                                                                        | Reti                                                                   | 5                                                                      |                                                                        |

## Palmarès

### Club

#### Competizioni statali
- Campeonato Gaúcho: 1

Internacional: 1991
- Campionato paulista: 1

San Paolo: 1998

#### Competizioni nazionali
- Campionato olandese: 1

Ajax: 1995-1996
- Campionato brasiliano: 1

San Paolo: 1998

### Nazionale
- Campionato mondiale: 1

Stati Uniti 1994
- Coppa America: 1

Bolivia 1997

### Individuale
- Bola de Prata: 1

1991